# Устав (письмо)
Уста́в — ранній тип письма кириличних рукописів. Кирилиця, утворена за болгарського царя Симеона (893–927), є точне графічне відтворення (з новими літерами для специфічно слов'янських звуків) тогочасного візантійського грецького алфавіту унціального письма (лат. litterae unciales, від uncia в значенні «цаль»: 2,46 см, тобто «літери заввишки в цаль»), що вживалось для книг богослужіння і збереглось у грецьких відписах «Нового Заповіту» від IV ст.
| Грецький устав IX ст. |  | Грецький устав X ст. |

До України устав прийшов із Святим Письмом, і перші датовані рукописи було виконано в Україні в XI ст.: «Ізборник Святослава» (1073) та «Ізборник Святослава» (1076). Уставом написано також Остромирове Євангеліє (1056–1057 рр.).
За висотою літер — 6–7 мм — це ще досить великий устав (Літери грецького унціалу теж були фактично менші, ніж цаль). Подібним, але трохи меншим уставом середньої величини написано «Ізборник» 1073 р. Пізніші приклади уставу — Крилоське євангеліє 1144 p. та Пандекти Антгоха XI–XII стст.
| Стародавній устав (Остромирове євангеліє, 11 ст.) | Новий устав («Пересопницьке євангеліє», 16 ст.) |
| Новий устав («Служебник» 1400 року)               | Новий устав («Пересопницьке євангеліє», 16 ст.) |

Заміна пергаменту папером, збільшення попиту на книжки та потреби ділового письма призвели від XIII ст. до прискорення темпу писання, що виявилося у втраті ретельної геометричности, викривленні та нахилі прямих частин літер і спрощенні деяких літер: так виник переходовий тип письма, так званий, великий півустав, літери якого далі зменшувалися й звужувалися, і, таким чином, у XV — на початку XVI стст. уже переважав півустав, а в XVI–XVII стст. прийшов скоропис. Однак, устав ще трапляється в богослужбових книгах, наприклад, у Пересопницькім Євангелії (1556–1561), хоча надрядкові літери й акценти типові для півуставу, великий півустав Крехівського апостола (1563–1572) близький до уставу.